# Dodge Charger (Omni)
Der Dodge Charger der Jahre 1983 bis 1987 war ein auf dem Kompaktwagen Dodge Omni basierendes Sportcoupé der amerikanischen Automarke Dodge.

## Übersicht
Mit dem Modelljahr 1983 wurde der Dodge 024 in Dodge Charger umbenannt, das Plymouth-Parallelmodell hieß nun Turismo. Im Programm waren in der Basis-Version ein 1,7-Liter-Ottomotor von Volkswagen, später ein 1,6-Liter-Motor von Peugeot, außerdem ein Charger 2.2 und, ab Frühjahr 1983 der Shelby Charger mit einem auf 80 kW (109 PS) gebrachten 2,2-Liter-Motor. Alle Motoren hatten vier Zylinder. Carroll Shelby arbeitete in dieser Zeit seit kurzem eng mit Dodge zusammen, und der Dodge Shelby Charger war eine leistungsgesteigerte und sportlichere Version des Charger. Für die Beschleunigung von 0 auf 100 km/h benötigte der Shelby Charger nach Werksangabe 8,5 Sekunden.
1984 erhielt der Charger ein Facelift mit einer neuen Frontpartie und Doppelscheinwerfern (allerdings nicht der Shelby Charger, der auch einen einfacheren Kühlergrill hatte) sowie eine neue Motorhaube. Die Fahrzeuglänge stieg von 4387 mm auf 4440 mm. Das vordem vorhandene dritte Seitenfenster wich einer besonders breiten C-Säule. Der 2,2-Liter-Vierzylinder war gegen Aufpreis nun auch in einer 82 kW (112 PS) starken Version erhältlich. Die gleiche Maschine war im Shelby Charger serienmäßig, der, versehen mit neuen Front- und Heckspoilern, einen Widerstandsbeiwert (cw) von 0,37 erreichte.
Ab dem Modelljahr 1985 wurde der Shelby Charger durch den 2,2-Liter in einer 109 kW (148 PS) starken Turbo-Version angetrieben. Vier verschiedene Lackierungen standen nun zur Auswahl statt wie bislang nur die Farben Silber und Santa-Fe-Blau. 1987 entfiel der 1,6-Liter-Basismotor. Mit dem Modelljahr 1987 endete die Charger-Produktion. Seit 1981 waren von diesem Modell insgesamt rund 204.000 Exemplare produziert worden, davon genau 15.803 Shelby Charger mit einem Saug- und 17.389 mit einem Turbomotor.

### Shelby Charger GLHS
Carroll Shelby kaufte 1987 1.000 Exemplare der letzten Dodge Shelby Charger und baute sie in seinem Werk in Whittier (Kalifornien) wie zuvor den Dodge Omni zu GLHS (Goes Like Hell S'More) um. Jedes Fahrzeug wurde auf die gleiche Weise gebaut und ausgestattet. Alle waren schwarz lackiert und hatten spezielle Plaketten, die sie als Shelby und nicht als Dodge auswiesen. Dies war eine Fortsetzung des Omni GLHS aus dem Vorjahr. Alle GLHS erhielten ein Motorupgrade mit verändertem Turbolader. Die Leistung lag bei 177 PS (130 kW) und das maximale Drehmoment betrug 237 Nm zwischen 2400 und 4800/min.

## Bildergalerie

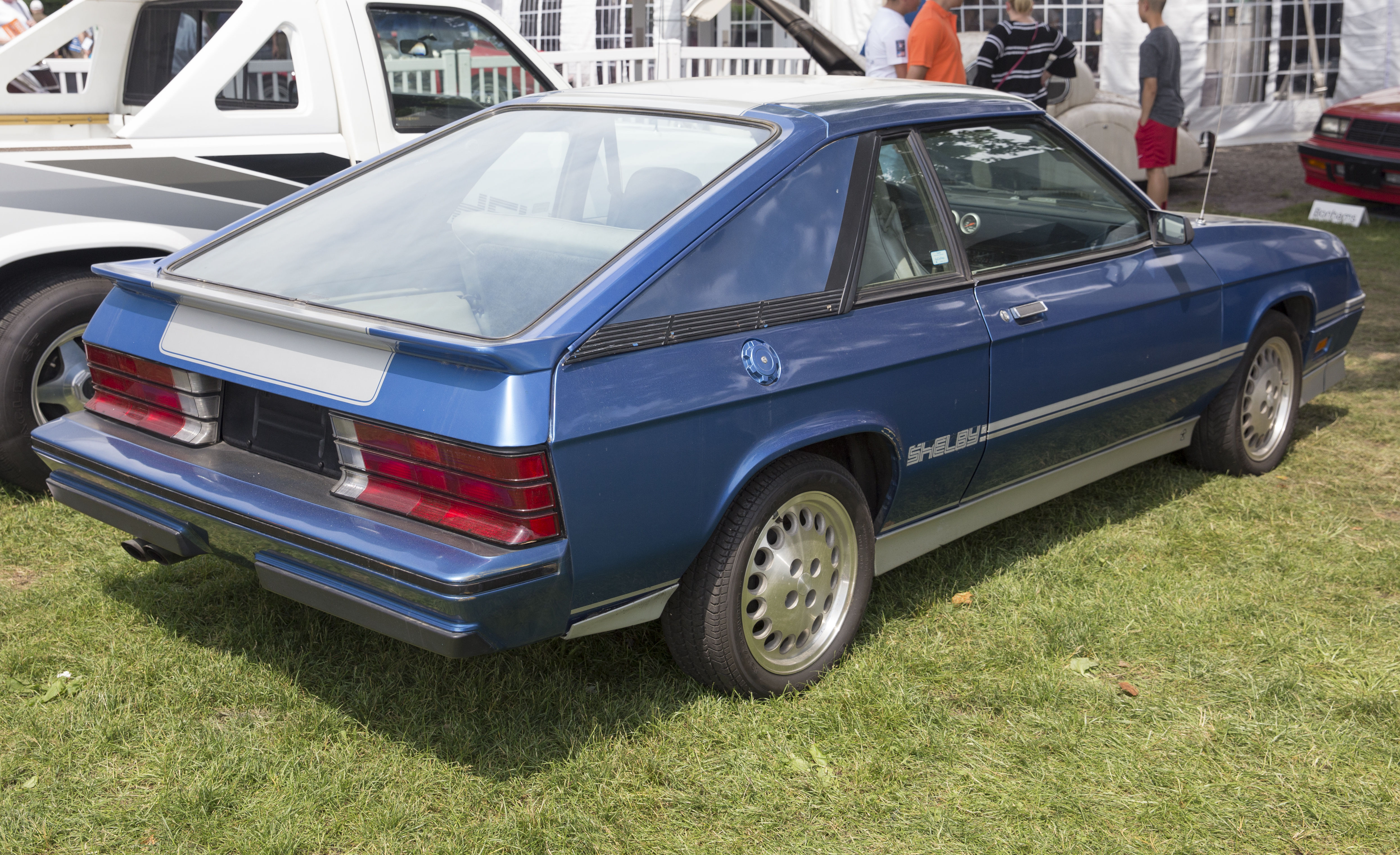
Heckansicht
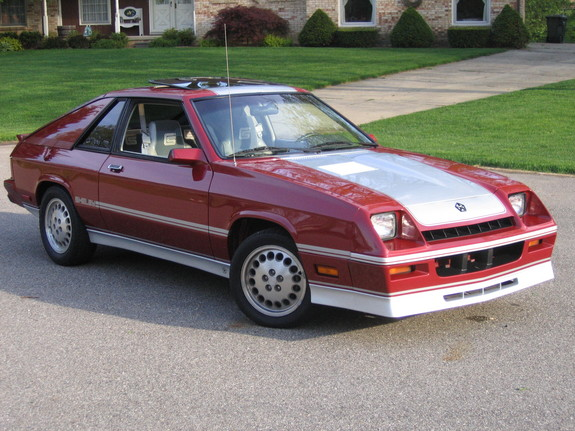
Dodge Shelby Charger
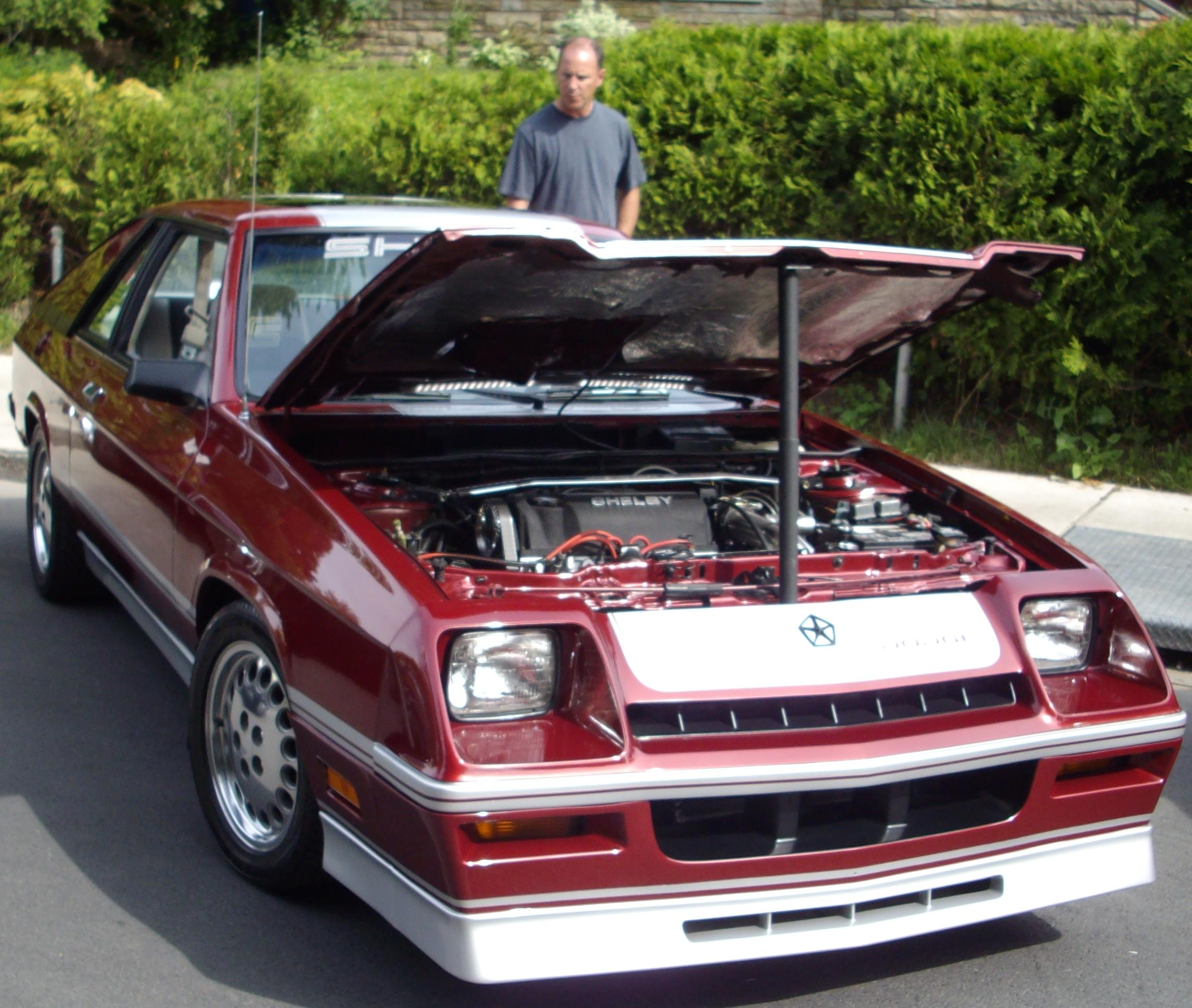
Motorraum
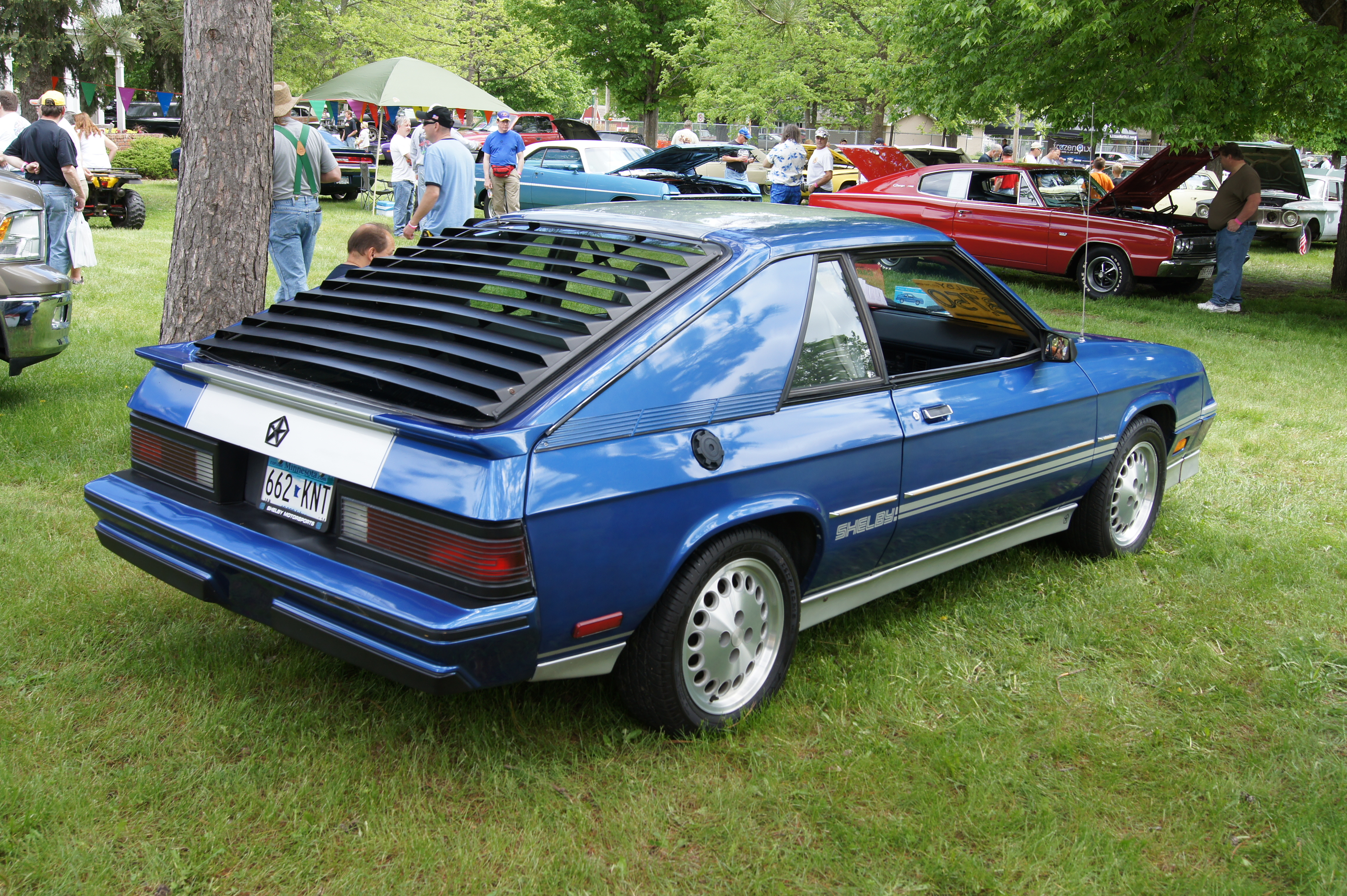
Heckansicht
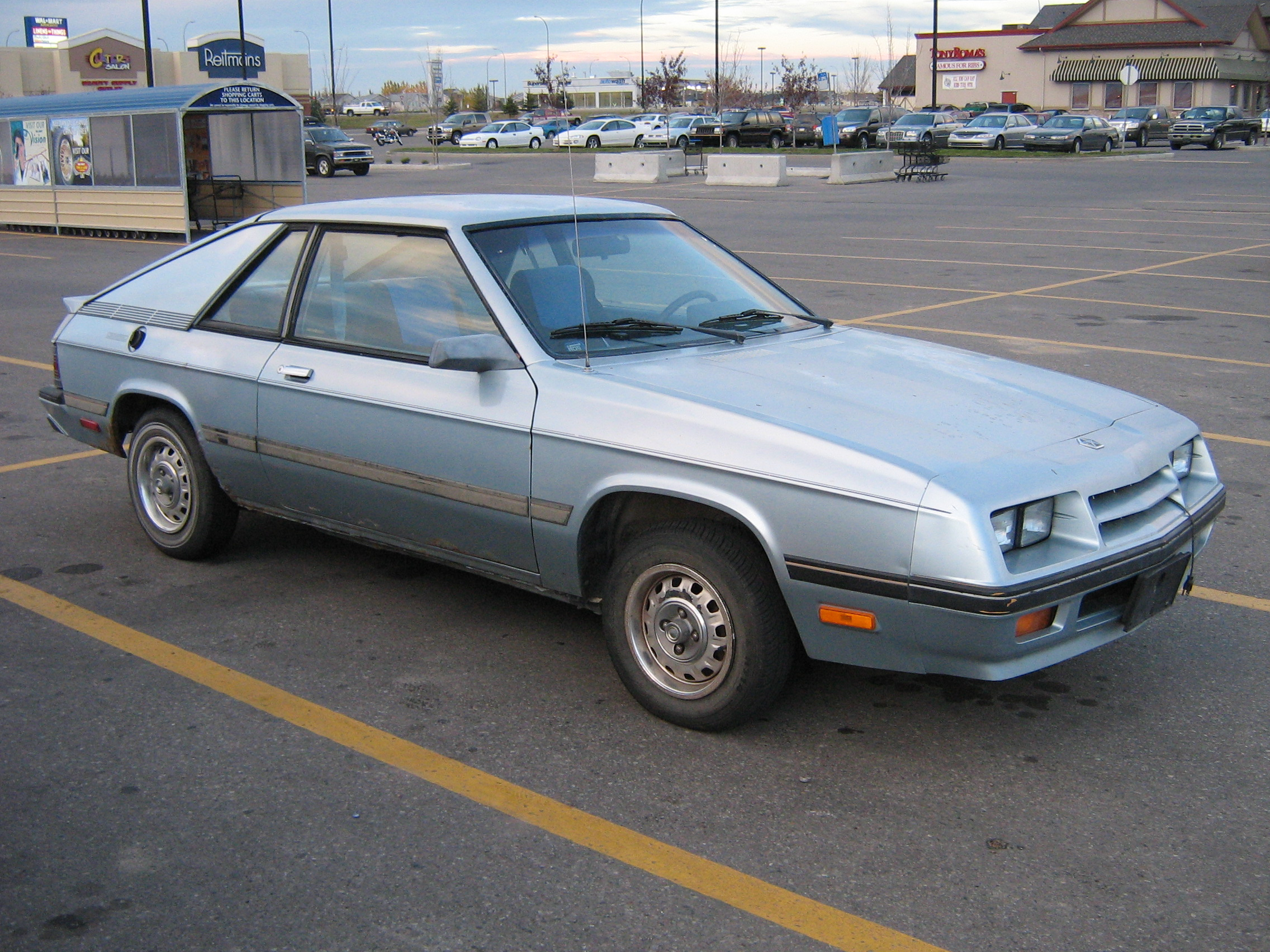
Facelift (1984–1987)
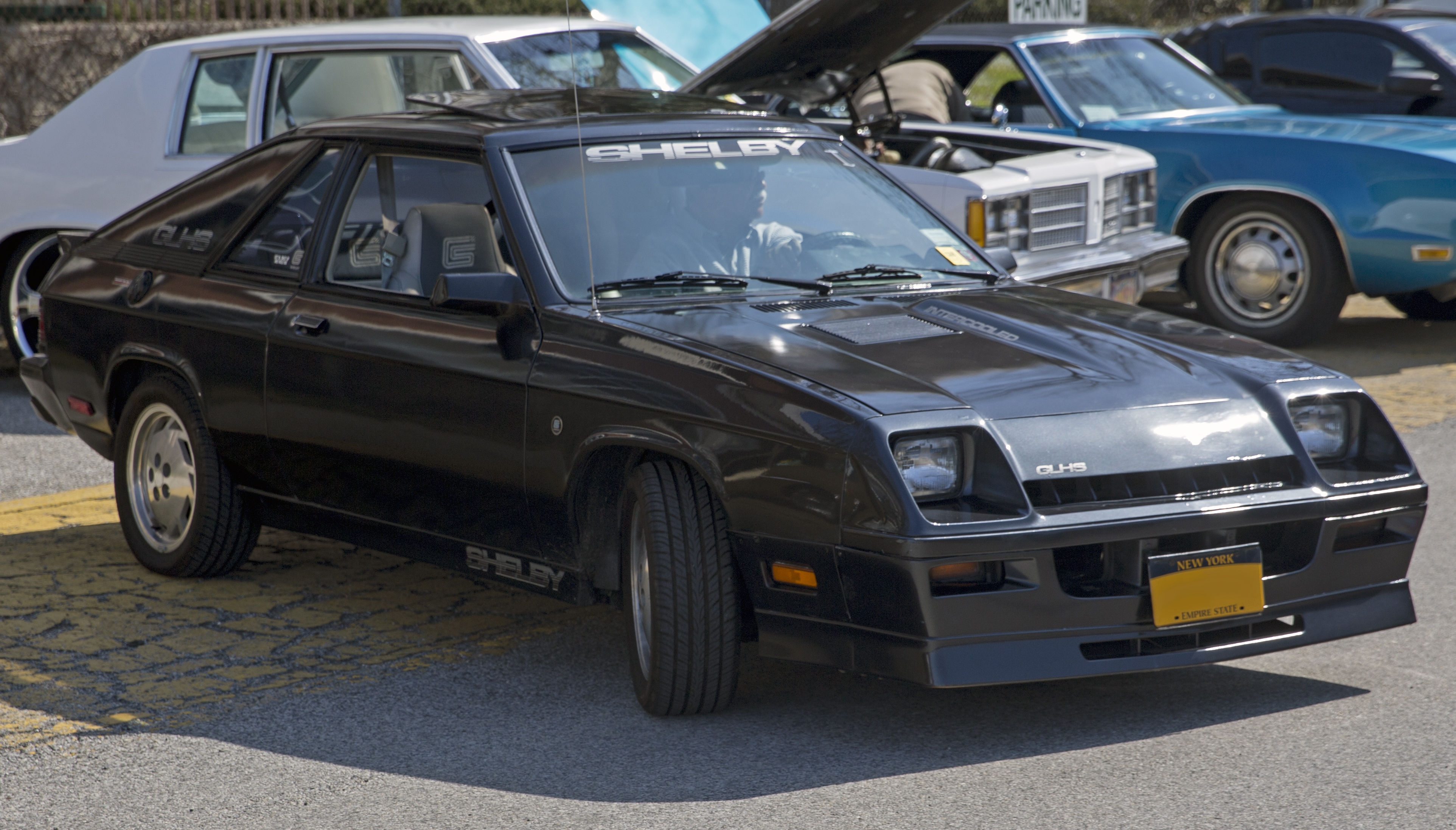
Dodge Shelby Charger GLHS
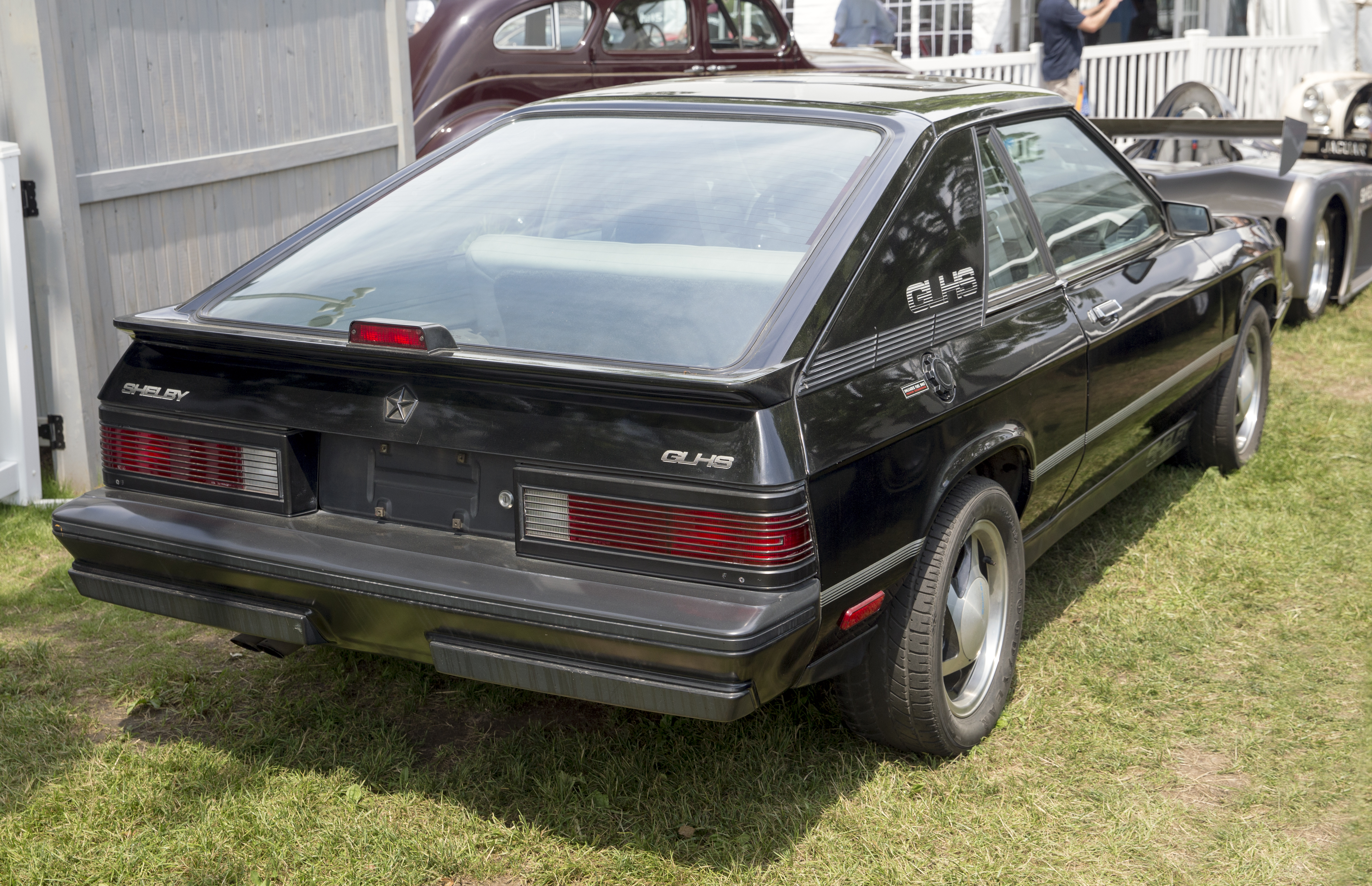
Heckansicht